# Rdzeń ferrytowy

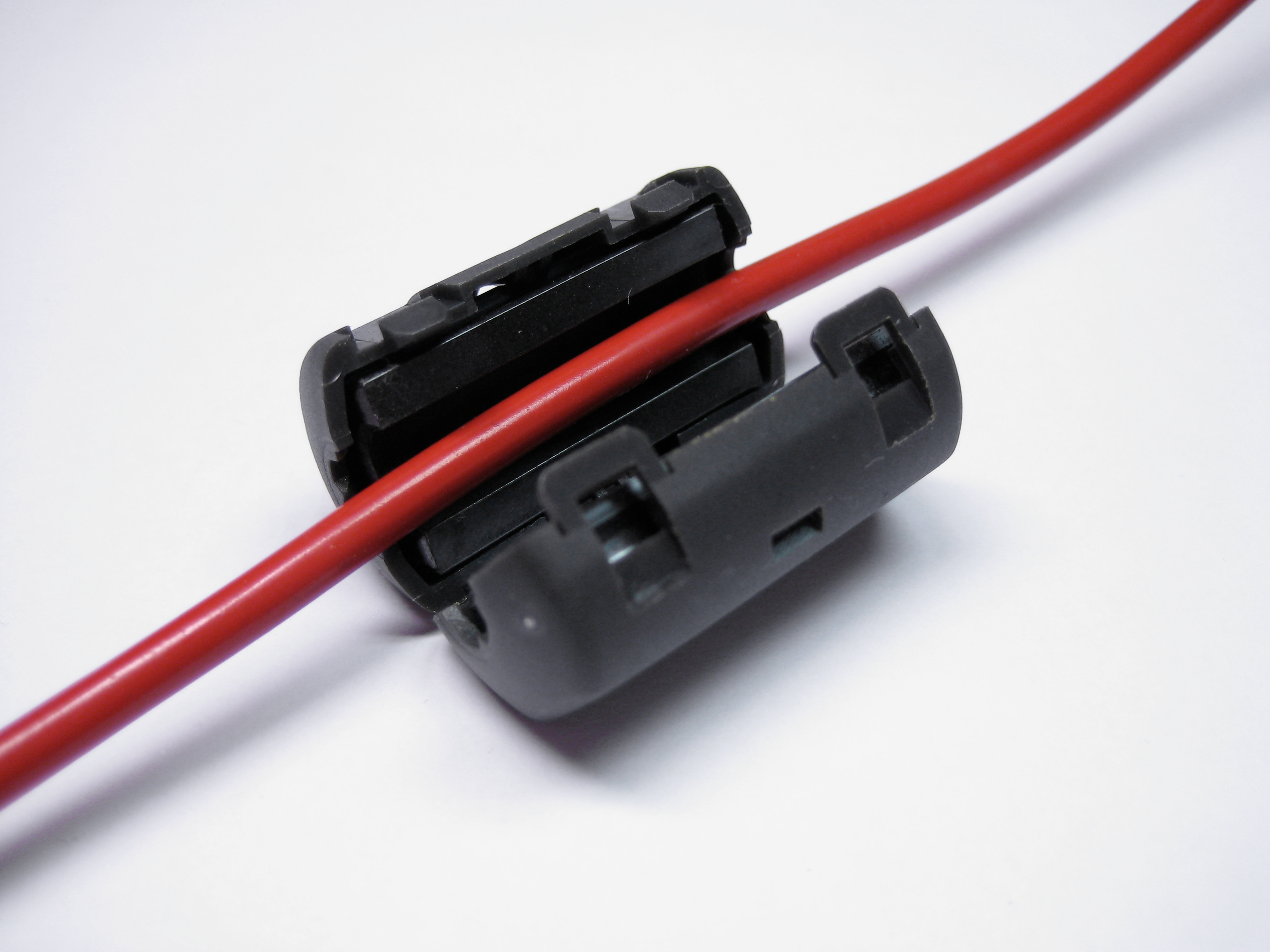
Rdzeń ferrytowy do samodzielnego zamocowania na kablu

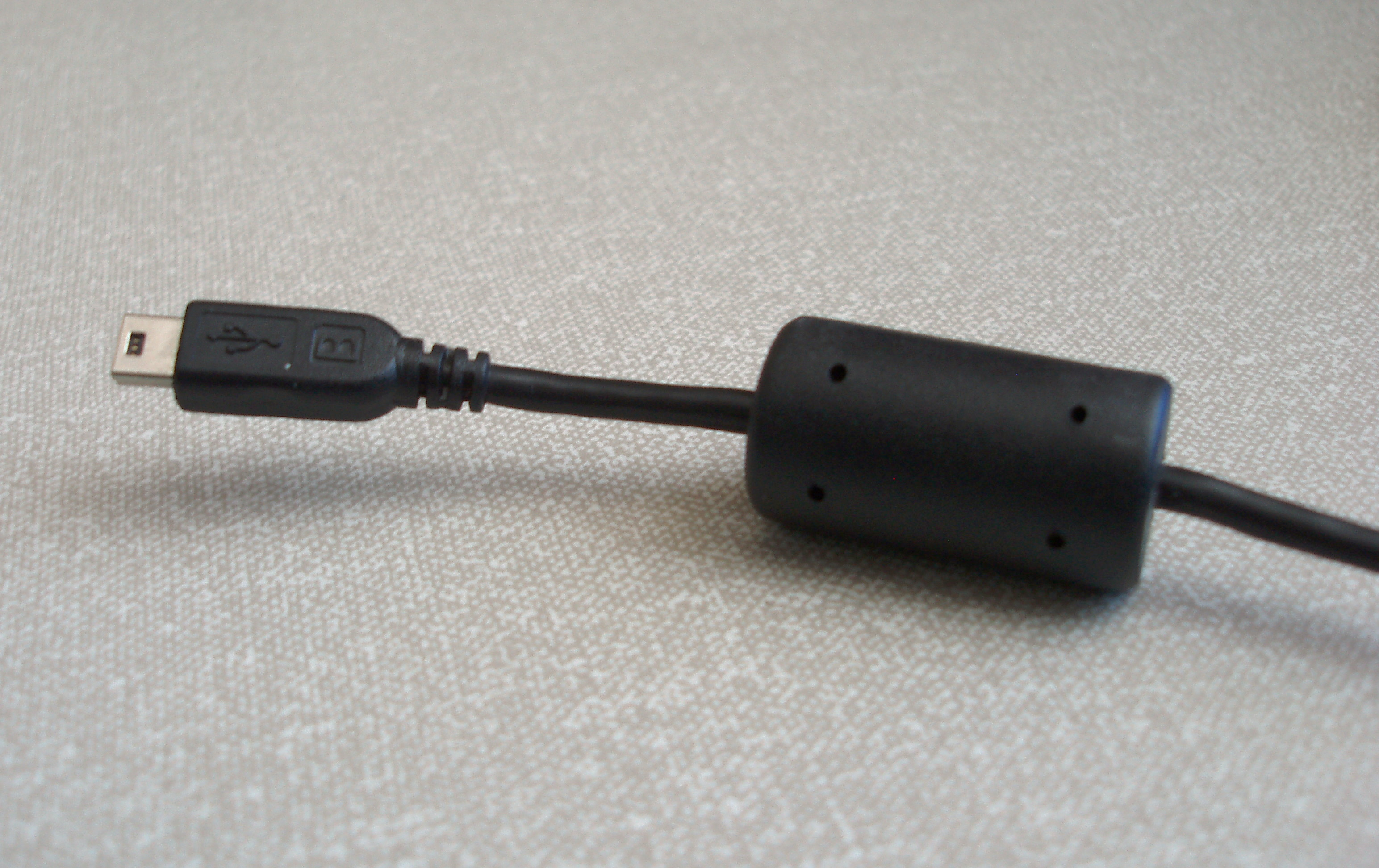
Przewód USB z rdzeniem ferrytowym montowanym fabrycznie

Rdzeń  ferrytowy – magnetyczny element indukcyjny wykonany z materiałów ferrytowych. Wykazuje duży opór elektryczny i małą indukcję nasycenia (200–600 mT).

## Sposób otrzymywania
- przemiał,
- wstępne spiekanie,
- formowanie kształtek,
- spiekanie końcowe (1000–1400 °C),
- obróbka mechaniczna.

## Kształty rdzeni
- kubkowe (oznaczane jako M)
- skrzydełkowe (oznaczane jako RM)
- EE
- U

Przykładowe oznaczenie rdzenia: "M-42/29/F1001", gdzie 
- M – kubek
- 42 – średnica w milimetrach
- 29 – wysokość w milimetrach
- F1001 – materiał, z którego wykonano rdzeń

| Zakres mocy (w watach) | Typ rdzenia                                           |
| ---------------------- | ----------------------------------------------------- |
| <5                     | RM4; P11/7; R14; EF12.6; U10                          |
| od 5 do 10             | RM5; P14/8                                            |
| od 10 do 20            | RM6; E20; P18/11; R23; U15; EFD15                     |
| od 20 do 50            | RM8; P22/13; U20;; RM10; ETD29; E25; R26/10; EFD20    |
| od 50 do 100           | ETD29; ETD34; EC35; EC41; RM12; P30/19; R26/20; EFD25 |
| od 100 do 200          | ETD34; ETD39; ETD44; U25; U30; E42; EFD30             |
| od 200 do 500          | ETD44; ETD49; E55; EC52; E42; P42/29; U37             |
| > 500                  | E65; EC70; U93; U100                                  |